# St. Anger
«St. Anger» — восьмий студійний альбом гурту «Metallica». Випущений 5 червня 2003 року лейблами Elektra, Vertigo Records. Запис розпочався 23 квітня 2001 року, але був відкладений після того, як ритм-гітарист і вокаліст Джеймс Гетфілд потрапив на курс реабілітації від алкоголізму та різних інших залежностей, і не відновився до травня 2002 року. Запис є темою документального фільму 2004 року Metallica: Some Kind of Moster. Перший альбом гурту 21-го століття та останній випущений лейблом Elektra Records. St. Anger був спочатку призначений для випуску 10 червня 2003 року, але був випущений на п'ять днів раніше через побоювання з приводу неліцензійного розповсюдження через мережу peer-to-peer. Останній альбом Metallica з продюсером Бобом Роком. З альтернативним треш-металевим звуком, неохайним продюсуванням і відсутністю гітарних соло(що характерно для ню-металу) альбом відходить від стандартного звучання Металліки тих часів (альбоми Load і ReLoad). На наступних альбомах гурт повернеться до свого треш-метал коріння
Це також єдиний альбом, який Metallica випустила як тріо, оскільки басист Джейсон Ньюстед залишив групу перед сесіями запису(на бас-гітарі в результаті грав Боб Рок). Незважаючи на неоднозначні відгуки, він дебютував на вершині чартів продажів у 14 країнах, у тому числі в Billboard 200. Головний сингл «St. Anger» отримав премію «Греммі» за найкраще метал виконання. St. Anger отримав подвійний платиновий сертифікат Американської асоціації компаній звукозапису (RIAA) за доставку двох мільйонів копій у США; було продано майже шість мільйонів копій по всьому світу.

## Список композицій
Автор музики і слів James Hetfield, Lars Ulrich, Kirk Hammett, і Bob Rock. 
| #     | Назва                  | Тривалість |
| ----- | ---------------------- | ---------- |
| 1.    | «Frantic»              | 5:50       |
| 2.    | «St. Anger»            | 7:21       |
| 3.    | «Some Kind of Monster» | 8:26       |
| 4.    | «Dirty Window»         | 5:25       |
| 5.    | «Invisible Kid»        | 8:30       |
| 6.    | «My World»             | 5:46       |
| 7.    | «Shoot Me Again»       | 7:10       |
| 8.    | «Sweet Amber»          | 5:27       |
| 9.    | «The Unnamed Feeling»  | 7:10       |
| 10.   | «Purify»               | 5:14       |
| 11.   | «All Within My Hands»  | 8:48       |
| 75:01 |                        |            |

## Чарти
| Chart (2003)            | Peak position |
| ----------------------- | ------------- |
| Australian Albums Chart | 1             |
| Austrian Albums Chart   | 1             |
| Canadian Albums Chart   | 1             |
| Dutch Albums Chart      | 2             |
| Finnish Albums Chart    | 1             |
| French Albums Chart     | 6             |
| German Albums Chart     | 1             |
| Greek Albums Chart      | 1             |
| Japanese Albums Chart   | 1             |
| Norwegian Albums Chart  | 1             |
| Poland Albums Chart     | 1             |
| Portuguese Albums Chart | 1             |
| Swedish Albums Chart    | 1             |
| Swiss Albums Chart      | 2             |
| UK Albums Chart         | 3             |
| US Billboard 200        | 1             |

### Продажі
| Країна                      | Сертифікації  |
| --------------------------- | ------------- |
| Canada (CRIA)               | 2× Платиновий |
| Finland (Musiikkituottajat) | Платиновий    |
| Germany (BMVI)              | 2× Платиновий |
| Greece (IFPI Greece)        | Золотий       |
| Japan (RIAJ)                | Золотий       |
| United States (RIAA)        | 2× Платиновий |